# La Santísima Trinidad de Paraná
La Santisima Trinidad de Paraná (Den Hellige Treenighed af Paraná) er en gammel jesuitisk missionsstation i Paraguay. Den er en af mange små kolonier, kaldet "reducciones", som blev grundlagt af jesuitmissionærer i forskellige dele af Sydamerika i 1600 - og 1700 tallet. Disse landsbyer blev bygget som miniature bystater og integrerede oprindelige folk med kristne værdier.
La Santisima Trinidad de Paraná, ofte af lokalbefolkningen kaldt "ruinerne i Trinidad", var en af de sidste af disse jesuitbyer. Den er også den nemmeste at nå og derfor også den mest besøgte. Trinidad, som ligger nær byen Encarnacion, blev grundlagt i 1706 og var en selvstændig by komplet med et centralt torv, en stor kirke, en skole, et par forretninger, et museum og boliger til den lokale indianske befolkning.
Nedgangen af jesuitternes indflydelse i regionen førte til, at Trinidad blev opgivet, og resterne blev overladt til forfald. La Santisima Trinidad de Paraná er senere blevet restaureret og blev sammen Jesus Tavarangue missionstationen i 1993 optaget på UNESCOs Verdensarvsliste.

## Eksterne links
- UNESCO World Heritage Centre - Jesuit Missions of La Santisima Trinidad de Parana and Jesus de Tavarangue

27°07′55″S 55°42′07″V / 27.132°S 55.702°V